# Lasgo
Lasgo  es un trío belga de eurodance. El grupo se formó en el año 2000 y está compuesto por Jelle Van Dael como vocalista (después de que Evi Goffin dejara la banda en 2008), Peter Luts y Jeff Martens como productores.
El grupo ha vendido más de 5 millones de copias de sus álbumes Some Things y Far Away, además de los sencillos de cada álbum.
El nombre del grupo proviene de la ciudad escocesa Glasgow.

## Historia
La primera aparición del grupo fue en uno de los mayores festivales de su país, en el año 2001. The Music Factory grabó el espectáculo para producir un vídeo musical. En octubre, Lasgo ganó el premio al Mejor solista nacional en los premios TMF de Bélgica por la canción Something. Al mismo tiempo, fue disco de oro en las listas con 25 000 copias vendidas.
La canción Something fue su primer y mayor éxito, el cual les dio la fama mundial que poseen. En España fue el sencillo más vendido de la semana cuando se estrenó. Conforme fue llegando a los distintos países copaban las listas de los números uno.
Peter Luts confirmó (en la radio belga) que Evi Goffin no regresaba a la banda después de convertirse en madre a tiempo completo. Luts anunció a la vez que estaba buscando una nueva vocalista para el grupo. Junto con la cadena de televisión belga JIMtv, organizó una búsqueda para encontrar una nueva cantante. La ganadora de este concurso fue Jelle van Dael, que desde entonces es la vocalista de la banda.
El 2 de noviembre de 2001 lanzaron su segundo sencillo, titulado Alone. El vídeo musical de esta canción fue grabado en la noche del 25 al 26 de noviembre en una gran oficina de Berlín, la capital alemana. El disco compacto alcanzó el puesto número 3 en las listas oficiales de Bélgica.
Debido al éxito en otros países, Peter Luts hizo una remezcla de Delerium's Underwater, tema para la EMI en Alemania y también Lasgo colaboró en una remezcla de Aurora's (The Day It Rained Forever) de la compañía discográfica británica Positiva Records.
Durante el año 2002, Lasgo fue nominado a varios premios: International Dance Club Hit Of Year (con Something), International New Dance Group of the Year en los Danish Dance Awards y el Best Trance Act de los Dancestar World Music Awards 2002 (que fue ganado por la canción de Ian Van Dahl Castles in the Sky).
En julio de 2006 lanzaron el sencillo Hold me now, exclusivamente en Estados Unidos, con la discográfica Robbins.
A día de hoy el grupo sigue activo y con la misma esencia de la canción que les lanzó a la fama. Otros éxitos del grupo fueron: Pray, Surrender, All night long, Lying, etc.

## Discografía

### Álbumes de estudio
| Año  | Álbum       | Bélgica | Reino Unido | Alemania |
| ---- | ----------- | ------- | ----------- | -------- |
| 2001 | Some Things | 11      | 30          | 82       |
| 2005 | Far Away    | 15      | -           | -        |
| 2009 | Smile       | 8       | -           | -        |

### Sencillos
| Año          | Sencillo                                   | BE | BDC* | NL40 | NL100 | R.U.            | EE. UU.                           | AL | AU | FI |
| ------------ | ------------------------------------------ | -- | ---- | ---- | ----- | --------------- | --------------------------------- | -- | -- | -- |
| 2001         | Something Some Things                      | 5  | 3    | 7    | 7     | 4               | 35                                | 8  | 9  | -  |
| 2001         | Alone Some Things                          | 3  | 2    | -    | 46    | 7               | 89                                | 22 | 25 | -  |
| 2002         | Pray Some Things                           | 11 | 4    | 33   | 32    | 17              | -                                 | 31 | 43 | -  |
| 2004         | Surrender Far Away                         | 6  | 28   | -    | -     | 24              | 1 (Billboard Dance Airplay Chart) | 43 | -  | 14 |
| 2005         | All Night Long Far Away                    | 8  | 3    | 13   | 22    | failed to chart | -                                 | 73 | -  | -  |
| 2005         | Who's That Girl? (con Dave Beyer) Far Away | 22 | 3    | -    | -     | -               | -                                 | 87 | -  | -  |
| 2005         | Lying Far Away                             | 16 | 3    | -    | 45    | -               | -                                 | -  | -  | 5  |
| 2008         | Out Of My Mind Smile                       | 7  | 2    | 30   | 26    | failed to chart | 7 (Billboard Dance Airplay Chart) | 18 | -  | -  |
| 2009         | Gone Smile                                 | 5  | 1    | 15   | 17    | -               | -                                 | -  | -  | 13 |
| 2009         | Lost Smile                                 | 4  | 1    | 17   | 38    | -               | -                                 | -  | -  | -  |
| 2009         | Over You Smile                             | -  | -    | -    | -     | -               | -                                 | -  | -  | -  |
| Top Ten Hits |                                            | 7  | 8    | 1    | 1     | 2               | 0                                 | 1  | 1  | 1  |

- (*) Belgian Dance Chart